# Alexander Konijn
Alexander Konijn (Barrow-in-Furness, 15 oktober 1999) is een Nederlands wegwielrenner en voormalig baanwielrenner die sinds 2024 bij de Franse wielerploeg Nice Métropole Côte d'Azur rijdt.

## Carrière
Op de baan behaalde Konijn in 2022 zijn eerste medailles op de NK. Zowel bij het onderdeel derny als bij de omnium won hij zilver. Een jaar later won hij wederom zilver achter de derny.
Sinds 2021 neemt Konijn op de weg voornamelijk deel aan Franse wielerwedstrijden. Vanaf datzelfde jaar reed hij voor drie jaar bij de Zuid-Franse amateurploeg AVC Aix-en-Provence. Naast de vele Fransen die bij die ploeg reden, waren onder meer de Britten Oliver Knight en Harrison Wood enkele ploegmaten. Per 2024 maakte hij de overstap naar, eveneens een Zuid-Franse ploeg, Nice Métropole Côte d'Azur. In zijn eerste jaar wisselde hij eendagskoersen af met meerdaagse wedstrijden. In de Ronde van Marokko behaalde hij zijn eerste top tien plaats in een meerdaagse wedstrijd namens Nice Métropole Côte d'Azur. Het jaar nadien gaf hij dezelfde invulling als 2024. In de Ronde van de Provence eindigde hij op een derde plek in de derde etappe.

## Palmares
| Jaar | NK                                                                         | EK | WK | Overige |
| ---- | -------------------------------------------------------------------------- | -- | -- | ------- |
| 2017 | 4e 50km                                                                    |    |    |         |
| 2022 | derny · omnium · 4e 50km · 4e koppelkoers · 6e afvalkoers · 7e puntenkoers |    |    |         |
| 2023 | derny                                                                      |    |    |         |

## Ploegen
- 2024 –  Nice Métropole Côte d'Azur
- 2025 –  Nice Métropole Côte d'Azur